# Siegfried Gramann
Siegfried Gramann (* 24. Juli 1924 in Römhild; † 1992 ebenda) war ein deutscher Keramiker.

## Leben und Werk
Gramanns Vater Karl Gramann betrieb in Römhild eine Töpferei, deren Geschichte bis 1720 zurückreicht. Bei ihm absolvierte Gramann eine Lehre als Töpfer. 1948 erwarb er den Meistertitel. Dann übernahm er den Betrieb seines Vaters. Daneben studierte er bis 1976 in Hermsdorf an der Fachschule für Elektrotechnik und Keramik. Er schloss als Ingenieur für Sintertechnik ab.
Ab 1958 war der Töpferhof unter der Leitung Gramanns als Töpferhof Gramann K.G. ein Betrieb mit staatlicher Beteiligung. Später wurde er ganz verstaatlicht und trug den Namen VEB Töpferhof Römhild. Gramann blieb jedoch Direktor. Der Betrieb entwickelte sich zur größten Freihandtöpferei Europas. Er wurde nach der deutschen Wiedervereinigung privatisiert. Gramann legte seine Aufgabe 1991 nieder. Der Betrieb firmiert heute unter Töpferhof Gramann in Römhild GmbH.
1975 initiierte Gramann im Töpferhof das Internationale Keramiksymposium Römhild. In den 80er Jahren verbrachte er im Auftrag der DDR-Regierung ein Jahr in São Tomé und Príncipe und half beim Aufbau eines Keramikbetriebes. Arbeiten Gramanns und seines Betriebs wurden in der DDR und im Ausland auf Ausstellungen gezeigt, u. a. 1967/1968 auf der VI. Deutschen Kunstausstellung in Dresden.

## Ehrungen (unvollständig)
- Ernst-Moritz-Arndt-Medaille
- 1965: Verdienstmedaille der DDR
- 1969: Vaterländischer Verdienstorden in Bronze
- 1985: Verdienstmedaille des Ministeriums des Innern in Bronze
- 1987: Ehrenbürgerschaft der Stadt Römhild
- 1988: Hans-Grundig-Medaille